# Limonia metatarsalba
Limonia metatarsalba är en tvåvingeart som först beskrevs av Alexander 1923.  Limonia metatarsalba ingår i släktet Limonia och familjen småharkrankar.
Artens utbredningsområde är Kamerun. Inga underarter finns listade i Catalogue of Life.